# Општина Пивка
Општина Пивка (словен. Pivka) је једна од општина Приморско-нотрањске регије у држави Словенији. Седиште општине је истоимени градић Пивка.

## Природне одлике
Рељеф: Општина Пивка налази се на југозападу државе. Доминира карстно тло. Западни део општине је нижи и у виду крашког поља, док је источни део планински - планина Снежник.
Клима: У општини влада измењено средоземна клима.
Воде: Главни водоток у општини је река-понорница са називом Река. У општини постоји и низ мањих понорница.

## Становништво
Општина Пивка је ретко насељена.

## Насеља општине
| - Бује - Велика Пристава - Волче - Горња Кошана - Градец - Долња Кошана | - Дрсковче - Загорје - Јуршче - Кал - Кленик - Мала Пристава | - Надање Село - Нарин - Неверке - Нова Сушица - Палчје - Парје | - Петелиње - Пивка - Рибница - Селце - Словенска Вас - Стара Сушица | - Сухорје - Трње - Чепно - Шилентабор - Шмихел |  |